# Orchelimum campestre
Orchelimum campestre är en insektsart som beskrevs av Willis Blatchley 1893. Orchelimum campestre ingår i släktet Orchelimum och familjen vårtbitare. Inga underarter finns listade i Catalogue of Life.